# Gerd Müller
Gerhard "Gerd" Müller, populärt kallad  "Bomber der Nation" eller bara "Der Bomber", född 3 november 1945 i Nördlingen i Bayern, död 15 augusti 2021 i München, var en västtysk professionell fotbollsspelare (anfallare) som spelade för Bayern München och det västtyska landslaget, erkänd som en av världens genom tiderna målfarligaste spelare.

## Kung av straffområdet
Müller anses vara den kanske bäste straffområdesspelaren genom tiderna. I många avseenden var han ingen märkvärdig spelare, men med sin extremt låga tyngdpunkt och snabba vändningar tedde han sig ytterst svårfångad för motståndarnas försvar. Det var straffområdet som var Müllers revir och där var han under sin tid oöverträffad i effektivitet. Han hade förmågan att allt som oftast vara rätt placerad när en målchans dök upp och var också väldigt duktig på att ta emot bollen med ryggen mot mål, vända och göra mål. Med en måltjuvs speciella näsa höll han sig ofta framme och rakade in returer, s.k. "skitmål" (men ack så viktiga), när försvarare (och medspelare) stod och såg på.

## I klubblaget
Müller tillbringade nästan hela proffskarriären i Bayern München där han var lagkamrat med bland andra Franz Beckenbauer. 1965–1979 (första säsongen i Bayern München, 1964/65, spelade laget i andradivisionen) slog han alla tänkbara målrekord i Bundesliga, däribland antalet gjorda mål totalt, 365, och antalet gjorda mål på en säsong, 40. Det sistnämnda rekordet stod sig ända fram till år 2021 då Robert Lewandowski lyckades göra 41 mål. 
I tyska cupen gjorde Müller hela 78 mål/62 matcher, också det ett rekord. I Bayern vann han bland mycket annat tre europacuptitlar och totalt gjorde han 62 mål i de olika europeiska cuperna, vilket var rekord ända till december 2007 då italienaren Filippo Inzaghi passerade honom. Müller hade dock ett klart högre målsnitt/match. 
Anm.: Enligt vissa källor, bl.a. enligt engelskspråkiga Wikipedia gjorde Müller 66 mål i europacupspel. 

## I landslaget
Müller blev både världsmästare och Europamästare med västtyska landslaget och gjorde hela 68 mål på 62 landskamper.
Müller vann skytteligan i VM 1970 i Mexiko där han gjorde tio mål på sex matcher, varav två hat-trick under gruppspelet och segermålet mot England i kvartsfinalen. I följande VM på hemmaplan 1974 vann Müller och Västtyskland VM-guld och Müller blev samtidigt den mesta målskytten i VM-historien efter att ha gjort 4 mål och 14 VM-mål totalt. Rekordet innehade han fram till VM 2006 då Ronaldo gjorde sitt 15:e VM-mål. Müller hade emellertid ett högre målsnitt per match än Ronaldo.
I EM 1972 var Müller återigen tyskarnas skyttekung och gjorde totalt 14 mål inklusive kvalspel varav 5 under slutspelet – en bästanotering i EM-sammanhang. Han är också en av ytterst få spelare med över 50 landskamper som har ett målsnitt över 1 mål/match i landslagsspel. Pelé till exempel gjorde 77 mål/92 landskamper.

### Största ögonblicket

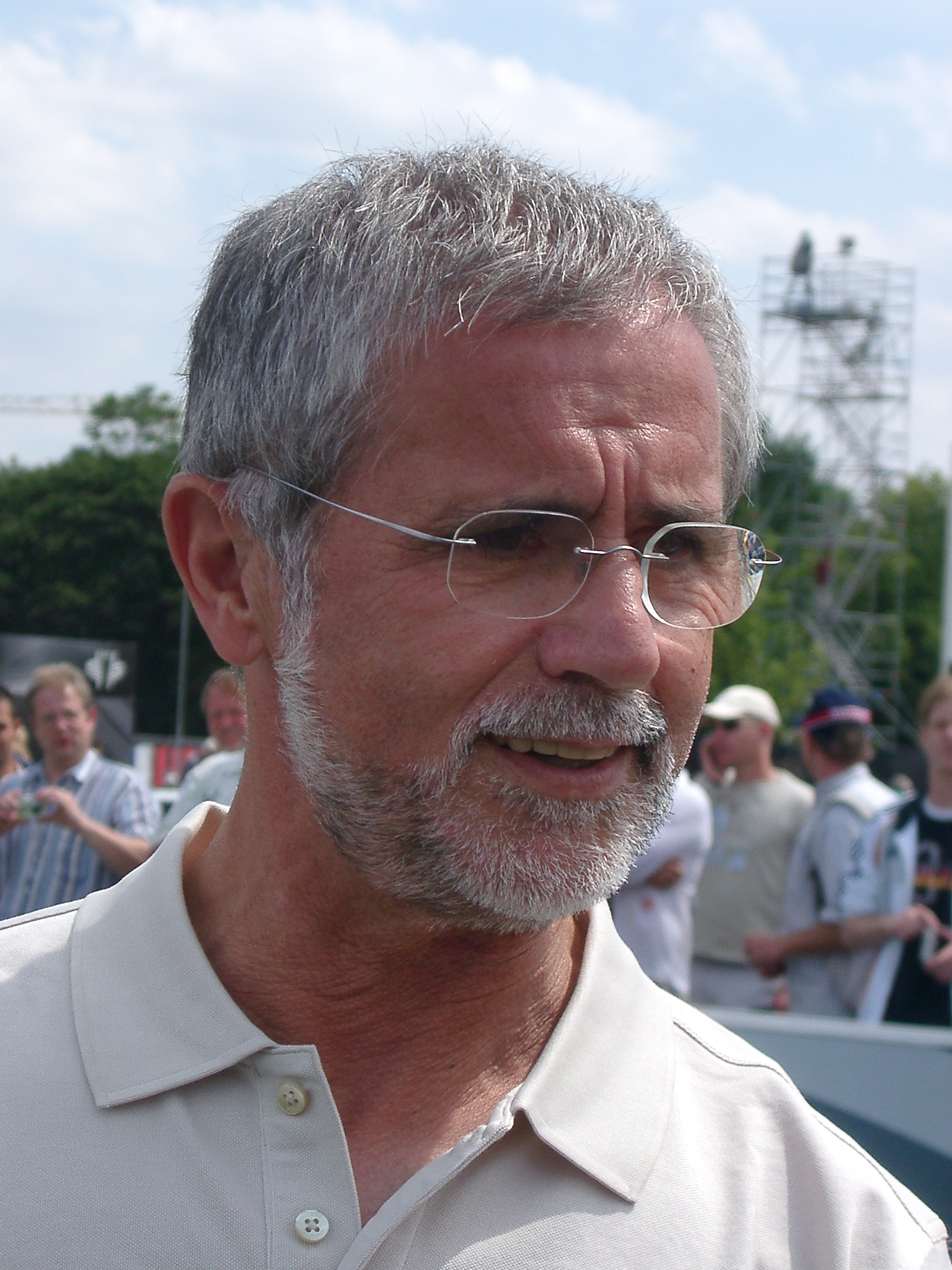
Gerd Müller (2005)

Müllers förmodat största ögonblick i karriären var när han avgjorde VM-finalen 1974 med sitt 2–1-mål mot Nederländerna. Det var ett typiskt Müller-mål: bollmottagning, blixtsnabb vändning och så ett lågt, välplacerat skott intill en stolpe. Inte så vackert – men väldigt effektivt. VM-finalen blev "der Bombers" sista landskamp då han tyckte att landslagsspelet tog för mycket tid på familjens bekostnad. Hade Müller, som slutade endast 28 år gammal, fortsatt i landslaget är det mycket troligt att han passerat Ferenc Puskás dåtida rekordnotering på 84 landslagsmål. 
Efter en period med alkoholproblem efter avslutad karriär blev han senare problemfri, och arbetade inom Bayern München som tränare för ungdomslag.

## Sjukdom och död
Den 6 oktober 2015 meddelades det att Müller led av Alzheimers sjukdom och bodde på ett vårdhem i närheten av München. Här kom han att bo fram till sin död. Söndagen den 15 augusti 2021 meddelade Bayern Münchens president Herbert Hainer att Müller avlidit tidigt på morgonen samma dag i en ålder av 75 år.

## Meriter

### I klubblag
- Bayern München
  - Tysk mästare: 1969, 1972, 1973, 1974
  - DFB-pokal: 1966, 1967, 1969, 1971
  - Europacupmästare: 1974, 1975, 1976
  - Cupvinnarcupmästare: 1967
  - Världscupmästare: 1976

### I landslag
- Västtyskland
  - A-landskamper: 62 (68 mål) (1966-1974)

- VM i fotboll: 1970, 1974
  - VM-matcher/mål: 1970 (6/10), 1974 (7/4)
  - Världsmästare: 1974
  - VM-brons & skyttekung: 1970

- EM i fotboll
  - Europamästare: 1972

### Individuellt
- Guldbollen (Ballon d'Or), Årets spelare i Europa 1965
- Årets spelare i Tyskland: 1967, 1969
- Skyttekung i VM 1970 (10 mål)
- Skyttekung i EM 1972 (4 mål)
- Skyttekung i tyska Fußball-Bundesliga: 1967, 1969, 1970, 1972, 1973, 1974, 1978
- Guldskon som meste målskytt i europeiska ligor 1970, 1972
- Förbundsrepubliken Tysklands statsorden (av högsta graden) 1977
- Medlem på FIFA 100-listan gjord av Pelé